# Help for English
Help for English je bezplatný výukový portál angličtiny pro všechny věkové kategorie a úrovně pokročilosti, který vznikl v roce 2005. Je dostupný v českojazyčné verzi. Příspěvky na portálu jsou tvořeny učiteli a lektory angličtiny. 

## Obsah stránek
Stránky Help for English obsahují materiály pro studium angličtiny:
- Výukové materiály, které obsahují podrobné vysvětlení základních i pokročilých gramatických jevů včetně příkladových vět.[7] Anglické verze klasických povídek ke čtení i k poslechu s nahrávkami od různých rodilých mluvčích.[8][9]
- Slovíčko dne (Word of the Day) s ilustrační fotografií a krátkým článkem.
- Interaktivní testy s vysvětlením a vyhodnocením.[9][10]
- Sekce Tipy a triky s radami pro rozvoj jednotlivých oblastí angličtiny, jako je například výslovnost, slovní zásoba, gramatika nebo čtení a poslech s porozuměním.[8][11]
- Diskusní fórum. Na otázky odpovídají kromě autorů webových stránek také další uživatelé.[9]

## Aplikace EnglishMe!
Autoři výukového portálu Help for English stojí také za českou výukovou aplikací EnglishMe!, která se zaměřuje na učení slovní zásoby, procvičování gramatiky a další oblasti angličtiny. Aplikace funguje online v internetovém prohlížeči. 